# Polydesma scriptilis
Polydesma scriptilis är en fjärilsart som beskrevs av Achille Guenée 1852. Polydesma scriptilis ingår i släktet Polydesma och familjen nattflyn. Inga underarter finns listade i Catalogue of Life.